# Neorhaphidophora valentinae
Neorhaphidophora valentinae är en insektsart som beskrevs av Andrej Vasiljevitj Gorochov 1999. Neorhaphidophora valentinae ingår i släktet Neorhaphidophora och familjen grottvårtbitare. Inga underarter finns listade i Catalogue of Life.